# Åbuamossen

Panorama över Åbuamossens sydöstra del, vilken för närvarande inte är föremål för torvbrytning.

Åbuamossen är en mosse och torvtäkt belägen i Hässleholms kommun och Osby kommun i Skåne. Mossen har ända sedan medeltiden utgjort gräns mellan Hästveda, Verums och Osby socken. Mossen sträcker sig i sydväst även in i Farstorps socken och är ca 3 kilometer lång i nordsydlig riktning och ca 1 kilometer bred i västöstlig.
I april 2019 blev Åbuamossen riksbekant då en brand som startade på mossen ledde till evakuering av närboende.
Åbuamossen är del i ett större hydrologiskt system. Norr om mossen finns en mindre sjö, Malsjön, och vattendraget Helge å. I mossens södra och sydöstra del avrinner två flöden som tillsammans bildar vattendraget Kvarnabäcken vilken rinner igenom Lilla sjö, Ottarpasjön, Ballingslövssjön, vidare ut i Almaån vilken mynnar i Helge å nordost om Hanaskog i Östra Göinge kommun. Åbuamossen står alltså hydrologiskt i förbindelse med Helge å både norrut och söderut.
I 1900-talets början inleddes exploateringen av mossen då kooperativt ägda Skånska Lantmännens Andelstorvströförening inledde torvbrytning. Denna verksamhet har, med kortare uppehåll, fortsatt in på 2010-talet, dock med andra ägare. När torvbrytningen startade 1905 blev verksamheten den första större industrin i närheten av Hästveda, vilken är den tätort som ligger närmast mossen.

## Geologi[5]
Området där Åbuamossen är belägen blev isfritt för omkring 14 200 år sedan. De många åsar som finns i området visar att den dominerande isrörelseriktningen när isen drog sig tillbaka var mot nordnordost.
Malsjön norr om Åbuamossen kan vid ett tidigt stadium av mossens utveckling ha täckt större delen av mossen. Trots att det numera finns pumpanläggningar för att hålla vattennivån konstant på Åbuamossen översvämmas den med jämna mellanrum. Detta sker främst år då snösmältningen är kraftig vilket medför att vattennivån i Helge å stiger. Då kan halva mossen stå under vatten. Området runt Malsjön är ett Natura 2000-område och bland annat den hotade arten hårklomossa finns i området.
Berggrunden utgörs av prekambriska bergarter som hör till den fennoskandiska urbergsskölden, främst rödgrå gnejsig granit och röd till grå gnejs. Den fennoskandiska urbergsskölden finns i stora delar av Sverige.
Den underlagrande moränen i området är sandig med lager av silt i svackorna. I mossens norra del överlagras siltlagret med gyttja. Det finns även ett par mindre områden med småkullig morän på vardera sidan om mossen. Moräntäckets topografi följer i huvudsak den underlagrande berggrundens. Både berggrunden och moräntäcket sluttar i nordsydlig riktning, från söder mot norr. Moränen blottas i mossens södra delar på en höjd av 77 m ö.h., men påträffas först ca 72–73 m ö.h. under mossens norra del.
I slutet av 1900-talet gjordes en torvinventering av den sydöstra delen av Åbuamossen vilken avslöjar följande lagerföljd med tillhörande djup (de värden som presenteras inom parentes motsvarar en uppskattning av lagrens djup innan torvbrytning inleddes på mossen):
| Djup (cm)         | Stratigrafi |
| ----------------- | --- |
| 0–40 (0–300)      | Vitmosstorv (Sphagnum) med låg humifieringsgrad. Lagrets ursprungliga mäktighet var ca 2,5–3 m i mossens södra del innan täktverksamhet inleddes. |
| 40–60 (300–320)   | Starrtorv (Carex) med låg humifieringsgrad. |
| 60–245 (320–505)  | Skogsstarrtorv (Carex) med hög humifieringsgrad.                                                                                                  |
| 245–275 (505–535) | Starrtorv (Carex) med låg humifieringsgrad. |
| 275+ (535+)       | Silt, en finkornig jordart som har kornstorlek från 0,002–0,063 mm.                                                                               |

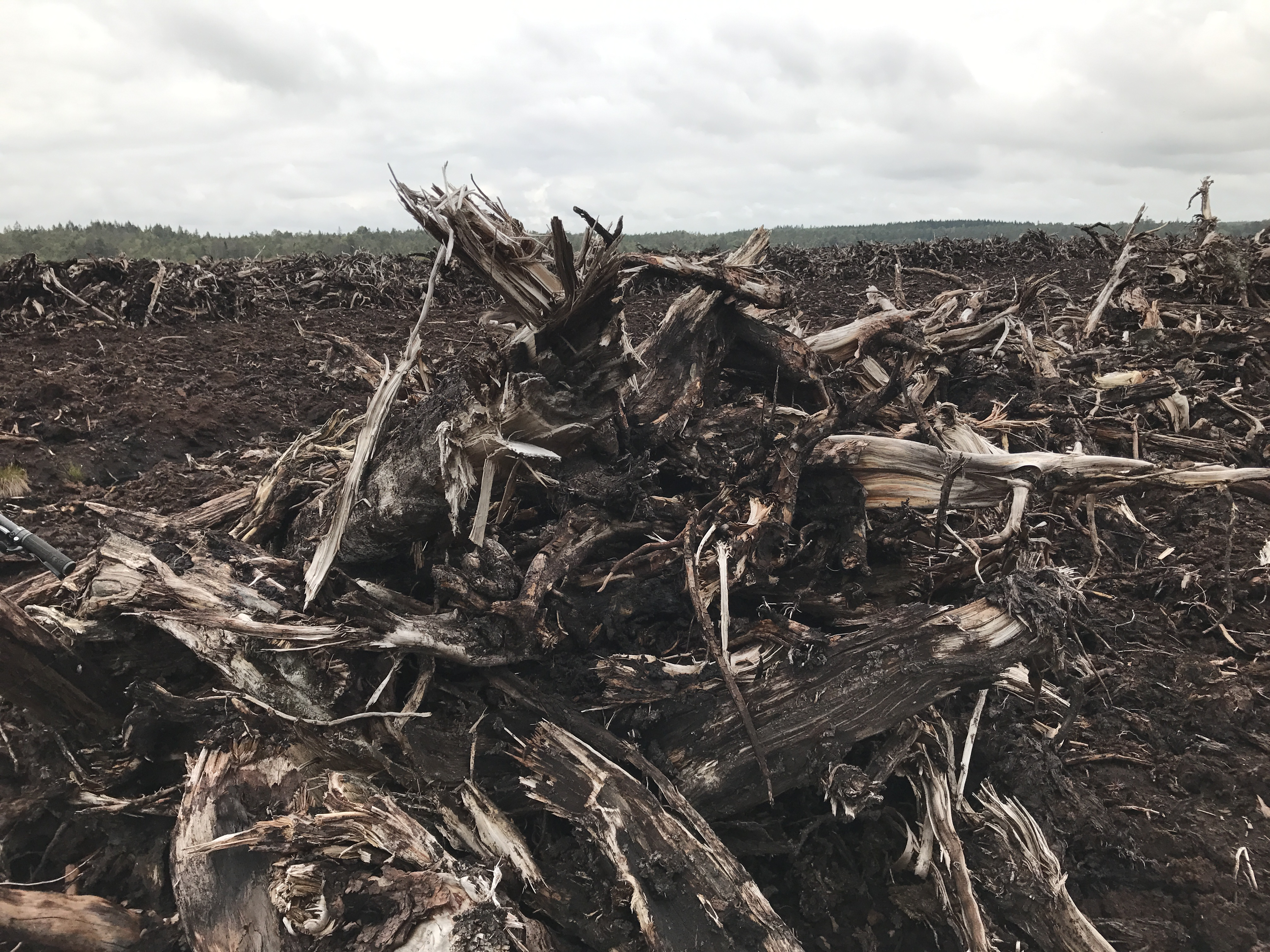
Megafossil av tall (Pinus sylvestris) som återfinns i stora mängder på Åbuamossen.

Åbuamossen har varit bevuxen med tallskog vid ett flertal tillfällen och det finns stora mängder stubbar och stammar bevarade i vitmosstorven, starrtorven och skogsstarrtorven. Dessa megafossil finns att beskåda i stora högar i mossens södra del men finns också på andra delar av mossen. Den senaste tallskogsperioden inträffade för 3700 till 3200 år sedan. De stammar som ligger i torven ligger i ungefär samma västöstliga riktning med rotändan mot väster, vilket tyder på att många av träden är vindfällda och att den storm som en gång fällde dem kom från väster. Eftersom döda träd utgör mindre vindfång än levande kan den storm som orsakade trädfällningen skett innan de sista träden dog för omkring 3200 år sedan.

## Torvindustrin

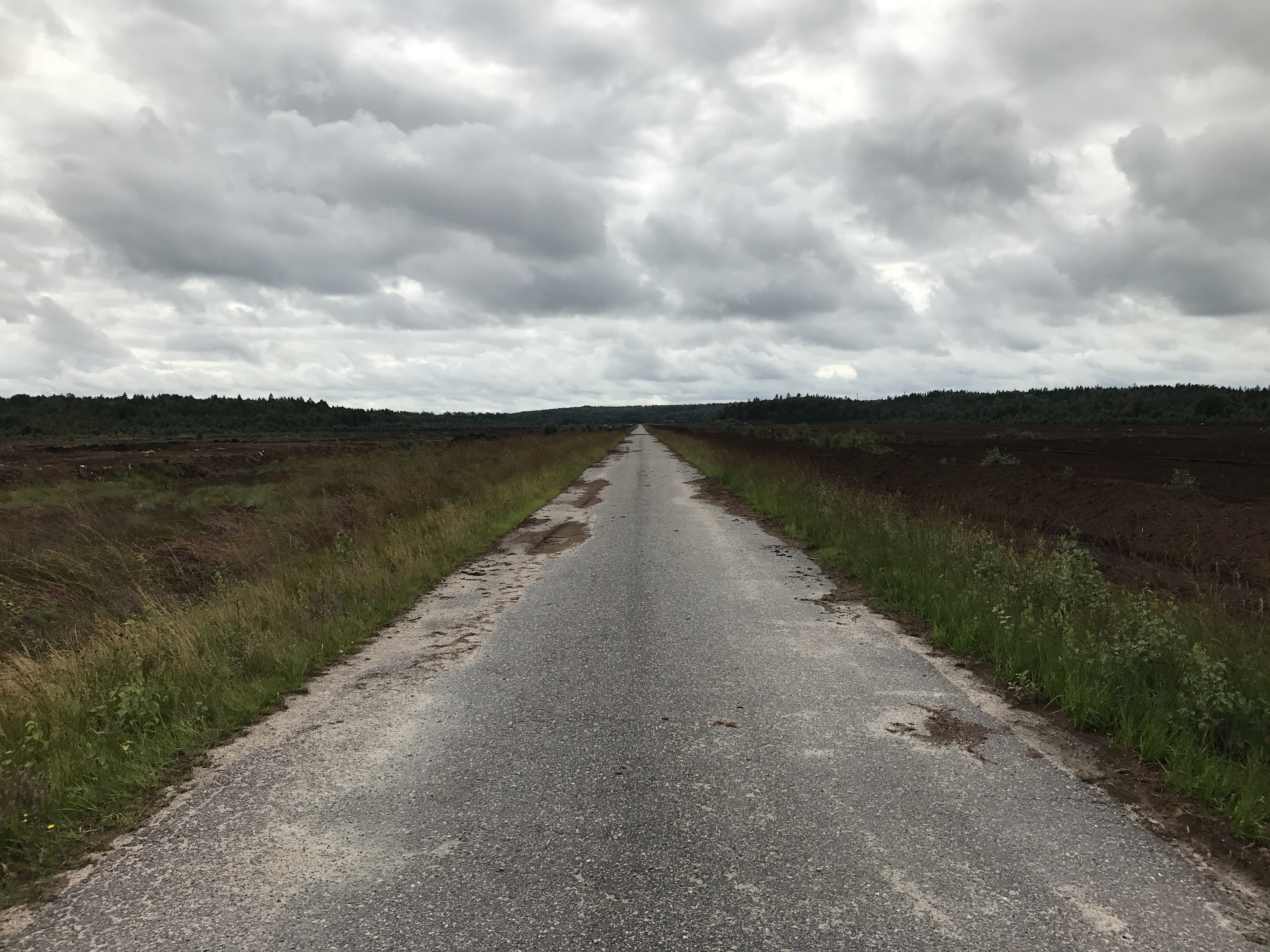
Den ca 2 km långa asfalterade vägen som i nordsydlig riktning klyver Åbuamossen i två delar. Fotograferad från norr.

År 1905 inleddes exploateringen i mer industriell skala av Åbuamossen då kooperativt ägda Skånska Lantmännens Andelstorvströförening inledde torvbrytning. Föreningen köpte den största delen av mossen genom en så kallad ägostyckning vilken lär ha varit mycket omständlig men kunde i alla fall fastställas 1906. De tidigare ägarna var ett antal bönder i angränsande byar.
Om man ser till socknarnas andel av mossen är det Verums socken som dominerar med 111,7 hektar följt av Osby socken med 73,5 hektar och slutligen Hästveda socken med 69,3 hektar. Andelstorvströföreningens totala förvärv rörde sig om sammanlagt ca 255 hektar.
När torvbrytningen inleddes blev detta den första större industrin på orten och mossen gav arbete åt många. De fast anställda uppgick som mest till ett femtiotal och de arbetade bland annat med att köra in torven till torvströfabriken från ladorna ute i mossen. Arbetet på mossen gav också en chans för skolbarn att tjäna en slant och ibland var hela familjer i arbete på mossen. Om livet som arbetare på en svensk torvmosse under det tidiga 1900-talet beskriver författaren och nobelpristagaren Harry Martinson i romanen Vägen ut, utgiven 1906. Hans beskrivning gäller dock torvindustrin på Vakö myr i Osby och Älmhults kommuner.

Så här beskrev Norra Skånes medarbetare Ivar Persson, signaturen Noils torvindustrin på Åbuamossen: 
”Folk strömmade till för att få jobb och ortens många torpare och småbrukare fick i mossen närmast något av en guldgruva. Under säsongerna för torven kom det vanligen flera hundra arbetare från skilda delar av Skåne och Småland för att jobba på mossen. De bodde i hölador och kostallar eller varhelst de kunde få tak över huvudet.”
På senhösten hade många mindre lantbrukare och torpare lite tid att tjäna extra med att skära torven. Till detta arbete användes särskilda spadar med skarpslipade kanter. Så småningom vändes torvorna för att torka bättre. På vårkanten restes så tre torvor för att bära upp en fjärde liggande på toppen. Därefter var det dags att ”kupa” torven. Kupningen var sista moment före bärgningen. Den skedde med kärror på ett hjul, ett arbete som krävde styrka och balans.
Den produkt som huvudsakligen producerades på Åbuamossen var torvströ, men efterfrågan varierade mycket. Torvströ användes bland annat i ladugårdar för att absorbera kreaturens urin och avföring. Alternativet till torvströ var halm, men om fodret tröt fick halmen användas till att hålla kreaturens hunger borta och då efterfrågades torvströ i högre grad. Även städerna var fram till 1940-talet stora förbrukare av torvströ. Innan rörsystemen för avlopp utvecklats var regeln att hyreshusen hade gemensamma torrdass. Torvströ kom där till användning mot lukt och väta i latrintunnorna. Ett annat användningsområde för torvströ var som isolering i bjälklag i bostadsfastigheter. Det förekom också i Hästveda, även om man här hade tillgång till kolstybb från lokstallarna.
Det framställdes också bränntorv på Åbuamossen. Fram till och med andra världskriget var detta en viktig produkt för uppvärmning. Torven pressades i en speciell maskin och torvlängderna lades på brädor för torkning. Bränntorv framställs av starkt förmultnad torv, alltså torv med hög humifieringsgrad enligt tabellen ovan.

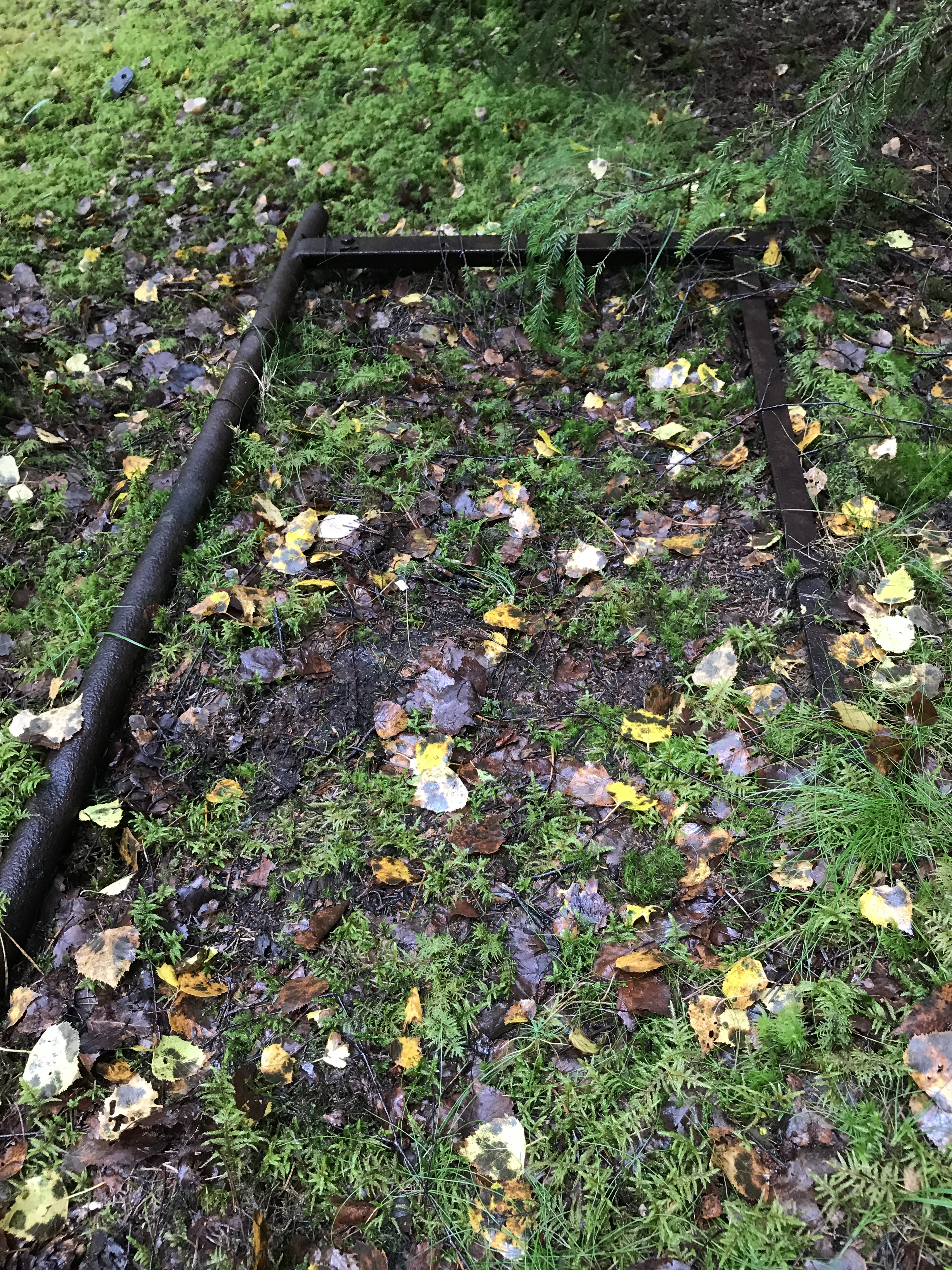
Rest av det 600 mm-järnvägsspår som förband mossen med torvströfabriken.

Torvprodukterna transporterades på 600 mm-järnvägsspår från mossen till fabriken som låg på mossen, där de spelades upp till övervåningen. Torven tömdes sedan till maskineriet på bottenvåningen. Fabriken hade en ångcentral som drev bland annat linbanan och spelet som drog upp 600 mm-vagnarna. Fram till 1949 transporterades därefter torvströbalarna i träkorgar på en linbana som gick till Hästveda järnvägsområde på Södra stambanan. Linbanan var närmare 4 km lång och byggdes 1905 av AB Nordströms linbanor. Hästveda Modelljärnvägsklubb planerar att återskapa linbanan när de bygger modellen över Hästveda järnvägsområde anno 1920.

Det var naturligtvis förbjudet att tjuvåka på linbanan. Så här berättar Arthur Nilsson (1903–2001): 
”År 1916 och 1917 arbetade jag på Åbuamossen. Det var en halv mil att gå morgon och kväll. Det var mycket folk på mossen sommartid, ca 150–200 personer. Någon gång slutade vi så tidigt att vi fick åka på linbanan. Då satt vi mellan två balar utan något skydd. Nu hade det aldrig varit tillåtet.”

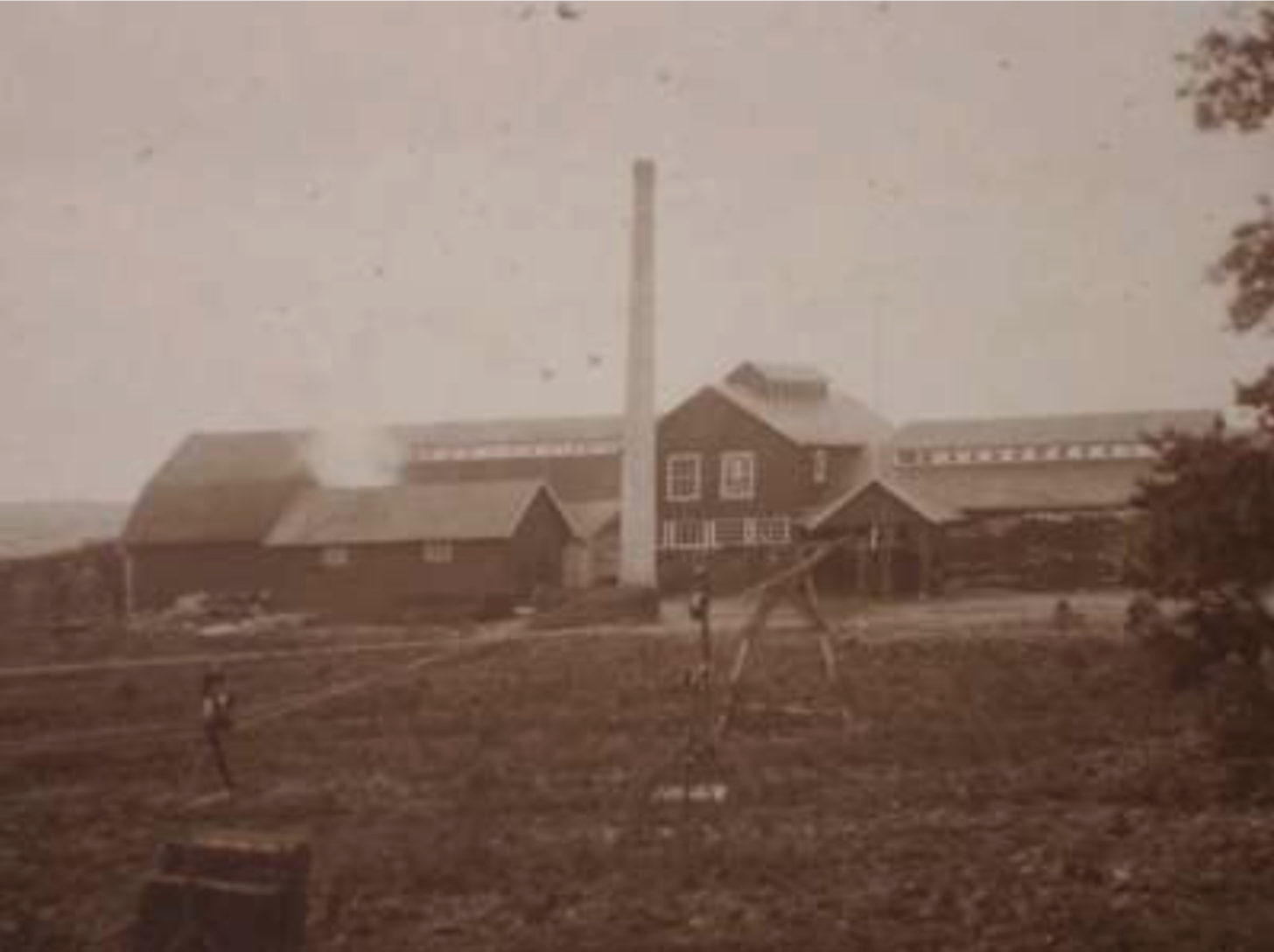
Torvströfabriken på Åbuamossen fotograferad innan 1949 då fabriken brann ner. Det exakta årtalet för när fotografiet är taget är okänt. Fotograf: Albert Carlsson (Ingvert)

Arbetet i en torvströfabrik var tungt, dammig och farligt och risken för personskador var alltid stora inom torvindustrin med dess stora roterande hjul och ett undermåligt brandskydd.
Även om transporten av färdiga torvbalar skedde med linbanan var vägfrågan ett problem för fabriken. I början av 1920-talet byggdes därför en 800 m lång väg som går över mossens sydvästra del. Denna väg förbinder Hästveda och Jägersborg. Längs denna väg, i höjd med Hagnarp, finns sedan dess huvudinfarten till nuvarande exploateringsområde.
1949 förstördes fabriken av brand. Att torvfabriker brann ner var inte ovanligt på grund av det lättantändliga torvdammet och ett undermåligt brandskydd. En ny fabrik uppfördes i den norra delen av Hästveda järnvägsområde, och för inleveranser av torv byggdes en 600 mm-smalspårsbana i ungefär samma sträckning som linbanan, som nu kunde slopas. Denna byggnad står kvar än idag och delar av den gamla banvallen finns bevarad. Fabriken och 600 mm-banan togs ur bruk 1980.
På 1970-talet blev det slut på produktionen av torvströ. Nya metoder i kreaturshållningen med golvspalt och svämgödsel gjorde att efterfrågan på torvströ upphörde. I stället blev det inriktning på trädgårdsjord. Statliga Svensk Torvförädling tog över med sin produkt Kronmull. Därefter har flera ägare funnits. I dagsläget ägs torvindustrin av Weibulls Trädgård AB (huvudägare är Econova Garden AB) som årligen (siffran gäller för 2009) bryter mellan 40 000 och 50 000 kubikmeter torv.

## Gränstvister och Femprickabacken[1]
Namnet Åbuamossen har troligen samband med att fabriksbyggnaderna uppfördes inom gården Åbuen och vägen dit låg också på gårdens ägor. På en äldre karta kallas mossen Malshults myr och på en karta över Verums socken från ca 1740 står det endast Myren.
Åbuen var på 1500-talet en av Hästvedas 47 gårdar. Några av dessa låg i Kyrkbyn och några i Rävninge och Skärseröd, de två byar som då utöver Kyrkbyn fanns i socknen. Men de flesta låg för sig själva, inte i någon by. Åbuen var en sådan gård, likaså granngården Mannarp.
Mossen har från början av 1500-talet varit föremål för gränstvister vilka inte var slutgiltigt lösta förrän 1770. Den 12 juni 1826 sattes ett så kallat femstenarör på en backe för att markera gränsen. Backen har kommit att kallas Femprickabacken och är sedan 1997 registrerad som fornminne (RAÄ-nummer Osby 115:1). Här har Västra Göinge hembygdsförening satt upp en informationstavla med karta för att erinra om platsens historia. En av processerna pågick under nästan 60 år i flera omgångar och processen fördröjdes bland annat av att mossen var så vattensjuk att man under flera år inte kunde komma ut till backen. Backen når man från Åbuamossens västra infart.